# Serge Girard
Pour les articles homonymes, voir Girard.
Serge Girard est un athlète français, né à Paris le 25 octobre 1953, adepte de la course de grand fond à travers le monde, détenteur de plusieurs records du monde, et conférencier.

## Biographie
Conseiller financier de son métier, entre 1997 et 2006 Serge Girard relève le défi de traverser tous les continents en courant, sans un seul jour de repos sur chaque traversée, à raison de plus de 70 km par jour, pour 9 heures de course quotidienne. Il effectue également en 2016-2017, un tour du monde complet en enchaînant la traversée de 4 continents en courant. Parallèlement à sa carrière sportive, il devient conférencier[réf. nécessaire].
Il est élu maire du village normand de Grainville-Ymauville en juillet 2020 puis, le 28 avril 2022, président de la communauté de communes Campagne de Caux.

## Accomplissements
En 1997, il traverse les États-Unis entre New York et Los Angeles, soit 4 597 km en près de 53 jours,. En 1999, il relie Perth à Sydney en Australie, soit 3 755 km en près de 47 jours. C'est l’Amérique du Sud en 2001 entre Lima et Rio de Janeiro (5 235 km en 73 jours,) et l’Afrique en 2003 entre Dakar et Le Caire, soit 8 295 km en 123 jours. Le 5 septembre 2006, il achève en 260 jours et 18 heures la traversée de l'Europe et de l'Asie depuis Paris jusqu'à Tokyo, soit 19 097 km, et devient ainsi le premier homme à avoir traversé tous les continents en courant. 
Puis, le 17 octobre 2009, Serge accomplit un tour de l'Union européenne (toujours sans un seul jour de repos), et ce à raison de 73 kilomètres par jour en moyenne. Le précédent record de la plus grande distance parcourue en un an est battu le vendredi 20 août 2010 avec une distance parcourue de 22 582 km en 307 jours. Serge Girard court en totalité 27 011,88 km - l’équivalent de 640 marathons - en 365 jours, du 17 octobre 2009 au 17 octobre 2010, soit une moyenne quotidienne de 74 km par jour,,,.
En 2015, Serge tente de réaliser une circumnavigation à la seule force humaine (pas de vélo, pas de voile, pas moteur…) en courant sur les continents et en ramant sur les océans : 40,000 km au total dont 25,000 km sur 3 océans : Indien, Atlantique, Pacifique et 15,000 km sur 3 continents : Amérique du Sud, Océanie, Afrique. La longueur de son bateau à rames est de 6,5 m et la largeur de 1,8 m au plus. En mai 2015, Serge est pris pendant 3 jours par une violente tempête dans le canal du Mozambique, il est secouru par un pétrolier norvégien mais perd son bateau à rames et abandonne cette tentative de tour du monde à la seule force humaine[réf. nécessaire].
Le 31 janvier 2016, Serge Girard entreprend un tour du monde sur 4 continents,, qu'il termine à Paris le 8 avril 2017 après avoir parcouru plus de 26 000 km. Il réalise ce tour du monde en 433 jours avec une moyenne de 60,45 km par jour et améliore le précédent record de Tom Denniss (en).

## Records personnels
Statistiques de Serge Girard d'après la Deutsche Ultramarathon-Vereinigung (DUV) :
- 50 km : 6 h 26 min 32 s aux 48 h Ultrafestival de Skövde en 2012 (50 km split)
- 100 km : 13 h 51 min 57 s aux 48 h Ultrafestival de Skövde en 2012 (100 km split)
- 12 h : 118,5 km aux 48 h Self-Transcendence de Cologne en 2005 (12 h split)
- 24 h : 200 km aux 24 h de Grainville-Ymauville 2004
- 48 h : 314 km aux 48 h Self-Transcendence de Kladno en 2015
- 6 jours : 601,894 km à la Fair 10 Days Race (États-Unis) en 2019 (6 j split)
- 10 jours : 965,606 km à la Fair 10 Days Race (États-Unis) en 2019
- 1 000 km : 228 h 22 min 4 s à la MilKil - 1 000 km de France en 2009
- 1 130 km : 103 h 37 min 7 s à la Transe Gaule de Roscoff à Gruissan-Plage en 18 étapes en 2002.

## Œuvres
- Serge Girard, Mes 40 979 kilomètres à pied autour du monde, Scali, mai 2007, 331 p. (ISBN 9782350121123).

- Serge Girard, 365 jours, 640 marathons, Jacques Flament, septembre 2012, 470 p. (ISBN 9782363360571).

- Serge Girard et Clément Brault, Philosopher en courant : L'ultra marathonien, Paris, Fayard, coll. « Documents », avril 2018, 200 p. (ISBN 9782213705699, présentation en ligne).